# Třebsko
Třebsko är en ort i Tjeckien.   Den ligger i regionen Mellersta Böhmen, i den centrala delen av landet, 60 km sydväst om huvudstaden Prag. Třebsko ligger 530 meter över havet och antalet invånare är 202.
Terrängen runt Třebsko är platt åt sydost, men åt nordväst är den kuperad. Runt Třebsko är det ganska glesbefolkat, med 42 invånare per kvadratkilometer. Närmaste större samhälle är Příbram, 7,8 km norr om Třebsko. Trakten runt Třebsko består till största delen av jordbruksmark.